# Palantír

Il Palantír di Orthanc come appare nel film La Compagnia dell'Anello

I Palantíri (al singolare Palantír), chiamati anche Pietre Veggenti e Pietre Vedenti, sono manufatti di Arda, l'universo immaginario fantasy creato dallo scrittore inglese J. R. R. Tolkien. Sono sette gemme sferiche create dagli Elfi in Aman e portate prima a Númenor, ed infine nella Terra di Mezzo da Elendil e da suo figlio nel tempo della Caduta.
Il genere del termine Palantír nella traduzione italiana varia a seconda del libro; in alcune edizioni de Il Signore degli Anelli è maschile (il palantír, i palantíri), mentre nei Racconti incompiuti è femminile (la palantír, le palantíri). Dato che sia in inglese che in Quenya (al nominativo plurale) non c'è distinzione fra femminile e maschile, ognuna delle due traduzioni può essere corretta.
Il loro nome significa Coloro che sorvegliano da lontano. Il palantír è una pietra dall'apparenza di una sfera di cristallo che permette a chi la osserva di comunicare, anche a grande distanza, con chiunque stia a sua volta osservandone una. È estremamente resistente; uno di essi rimane intatto, dopo essere caduto dalla torre di Orthanc e aver spaccato la pietra alla base.

## La creazione delle pietre
Le pietre vennero create probabilmente da Fëanor a Valinor. Il numero esatto dei palantír è ignoto, anche se si sa che ne vennero creati molti, mentre la dimensione può variare da un piede (30 cm) a una stanza. 
Sette pietre vennero regalate dagli Eldar ad Amandil di Andúnië. Dopo la caduta di Númenor le pietre vennero prese da Elendil nel suo viaggio nella Terra di mezzo e vennero distribuite a Gondor (quattro) e Arnor (tre). 
Alla fine della Terza era, tre erano perse per sempre, una era rinchiusa in Elostirion, una sepolta fra le rovine della torre di Barad-dûr, una resa virtualmente inutilizzabile per il fatto che Sire Denethor fosse morto bruciato stringendola con le mani avvizzite. 
La settima era nelle mani del re dei Regni riuniti.

## Le sette pietre
- La pietra di Osgiliath era la più grande e la più importante delle sette. Venne posta nell'edificio principale della capitale del regno di Gondor. Sul soffitto era dipinta la volta stellare e diede il nome alla stessa capitale Os-Giliath, la cupola delle stelle. Durante la guerra civile nella metà della Terza Era la Torre fu distrutta: il palantír cadde nel fiume Anduin e andò perduto.
- Un'altra pietra venne posta nella torre di Elostirion, sui Colli Torrioni (Emyn Beraid) ad ovest della Contea. Tale pietra, detta Pietra di Elendil, aveva una particolarità rispetto alle altre: essa era l'unica delle sette portate nella Terra di Mezzo che riuscisse a vedere oltre il mare, e veniva spesso usata da Elendil (il quale aveva in animo la volontà di raggiungere con la vista l'isola di Tol Eressëa, che in passato era stata visibile ai discendenti della stirpe di Elros). Per questo possiamo ipotizzare che fosse in contatto con l'unica Pietra rimasta ad Aman, ad Avallónë, ma è una pura congettura. Círdan la imbarcò alla partenza di Elrond, portandola via dalla Terra di Mezzo.
- Un'altra pietra era quella della torre di guardia di Amon Sûl. Si perse quando Arvedui naufragò nella Baia ghiacciata di Forochel.
- La terza pietra di Arnor fu quella della città di Annúminas che seguì la stessa sorte di quella di Amon Sûl.
- Una pietra venne messa a Minas Ithil nei monti noti come Ephel Dúath. Quando Minas Ithil venne catturata dai Nazgûl, la pietra venne portata a Barad-dûr e veniva usata da Sauron. Si presume sia andata distrutta con la caduta di Sauron.
- Una pietra venne messa a Orthanc, la grande torre costruita dai Dunedain nella Seconda Era sul bordo meridionale delle Montagne Nebbiose. Cadde nelle mani di Saruman che la usò per ottenere informazioni sui vicini e sulle loro attività. Fu a causa di questa pietra che Saruman venne in contatto con Sauron e in seguito venne usata per le comunicazioni fra i due. Gettata dalla torre da Grima Vermilinguo, venne recuperata da Peregrino Tuc che si trovò così in contatto con Sauron. Recuperata da Gandalf, passò poi ad Aragorn e ai re della Quarta Era.
- Una pietra venne messa a Minas Anor, che divenne poi Minas Tirith e capitale di Gondor. Era usata da Denethor (l'ultimo sovrintendente di Gondor), ma Sauron scelse che cosa mostrargli, cioè le grandi forze che stavano venendo preparate contro di lui. Lo sforzo per controllarla fu causa dell'invecchiamento precoce di Denethor e la visione ripetuta dell'enorme potenza di Mordor lo portò alla follia. Denethor si arse vivo, stringendo il palantír fra le mani. Chi scruti in questa pietra, senza possedere un'enorme forza di volontà, vedrà solo due mani distrutte dal fuoco.
- Una pietra rimase ad Avallónë, nell'isola di Tol Eressëa, ed era considerata la Pietra Padrona. Non risulta che sia mai entrata in comunicazione con altri palantíri della Terra di mezzo, tranne, forse, con quella di Elostirion.
- Secondo alcuni scritti di Tolkien, potrebbe essere esistita un'altra pietra posta ad Armenelos, la capitale di Númenor. La pietra sprofondò negli abissi assieme all'isola all'epoca della sua Caduta.